# SPEARpesticides

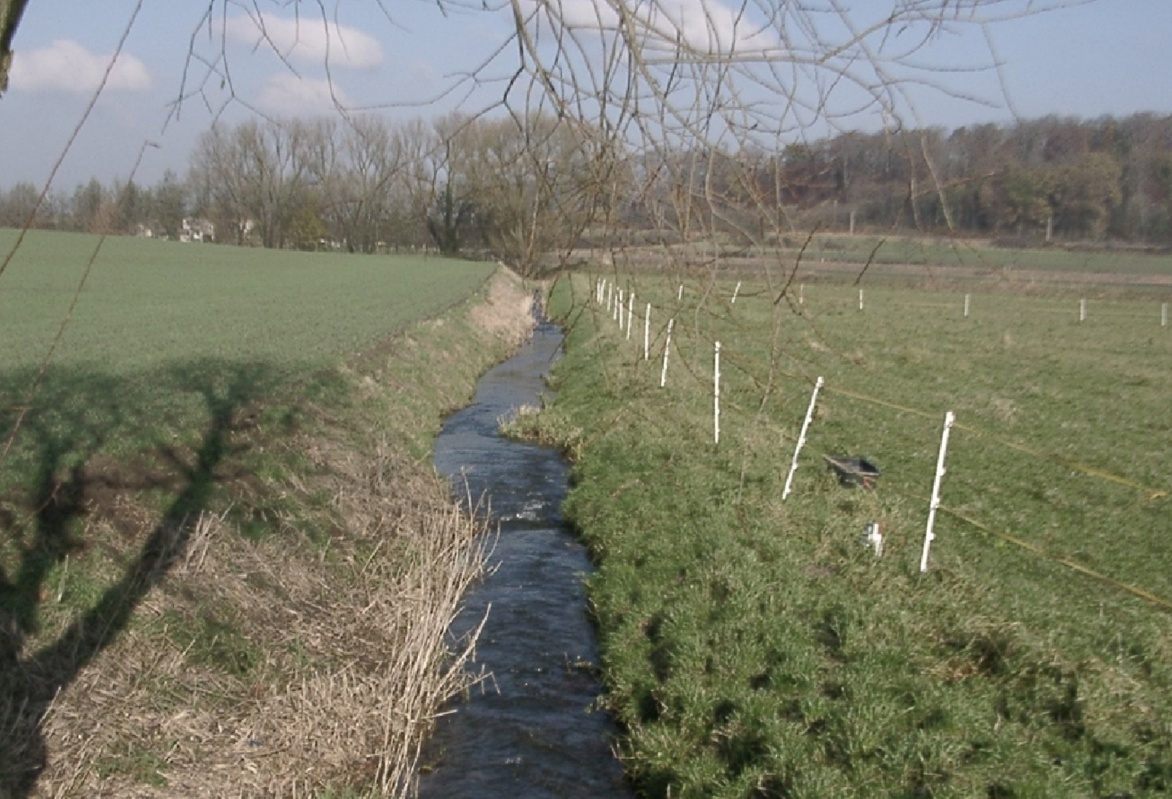
Typisches Fließgewässer im landwirtschaftlichen Raum

SPEARpesticides (nach engl.: Species At Risk) ist ein biologisches Indikatorsystem, welches die Pestizidbelastung von Fließgewässern anhand der Zusammensetzung der Invertebratengemeinschaft indiziert.

## Funktionsweise
Der Ansatz verwendet Arten, deren Vorkommen aufgrund gemessener ökologische Eigenschaften (engl. Traits) mit der Pestizidbelastung in den entsprechenden Gewässern korreliert. Wichtige Eigenschaften sind dabei, neben der im Laborversuch gemessenen direkten Empfindlichkeit gegenüber Pestizidbelastung, die Generationsdauer (Arten mit schneller Entwicklung können Verluste durch Belastungen eher ausgleichen), der jeweilige Lebenszyklus der Art (manche Arten kommen während der Zeiten höchster Belastung nicht im Gewässer vor) und die Ausbreitungsfähigkeit (schnell kolonisierende Arten machen Verluste schnell wett). SPEARpesticides reagiert spezifisch auf die Belastung durch Pestizide und wird nur zu einem geringen Maß durch andere Umweltfaktoren beeinflusst.
Der Indikatorwert SPEARpesticides wurde entsprechend den Qualitätsklassen der EU-Wasserrahmenrichtlinie (WRRL) in Belastungsklassen eingeteilt.
SPEARpesticides wurde für Gewässer in Deutschland entwickelt, aktualisiert, und ermöglicht erstmals die spezifische Wirkung von Pestiziden auf eine Vielzahl von Gewässern zu identifizieren. Somit kann das Indikatorsystem für die Validierung der  regulatorischen Grenzwerten in der Pflanzenschutzmittelverordnung verwendet werden. SPEARpesticides wurde für Gewässer in weiteren Regionen weltweit angepasst und validiert:
- Afrika[5]
- Europa: Dänemark,[6][7] Finnland,[7] Frankreich,[7] Deutschland,[1][7][8] Schweiz
- Nordamerika[9]
- Südamerika[10]
- Australien[11][12]
- Russland[13]
- Mesokosmen[14]

## Berechnung

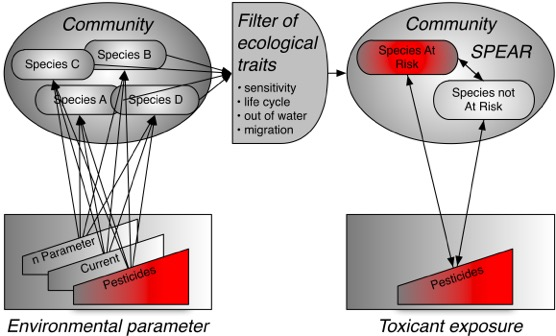
Konzept von SPEARpesticides

SPEARpesticides kann Belastung und Wirkung durch Pestizide abschätzen. Basis der Berechnung sind Monitoringdaten der Invertebratengemeinschaft, wie sie beispielsweise für die EU-Wasserrahmenrichtlinie (WRRL) aufgenommen werden. Eine vereinfachte Version von SPEARpesticides wurde in die ASTERICS Software zur Berechnung der ökologischen Qualität von Fließgewässern aufgenommen. Eine detailliertere Bewertung ist durch den frei verfügbaren SPEAR Calculator möglich. Im SPEAR Calculator sind die hinterlegten Datenbanken und Berechnungsmethoden auf dem aktuellsten Stand, ebenfalls lassen sich vom Nutzer wichtige Zusatzeinstellungen vornehmen.
SPEARpesticides berechnet den Anteil der Abundanz empfindlicher Arten in einer Gemeinschaft. Zu den ökologischen Eigenschaften, welche eine Art als empfindlich charakterisieren, gehören ihre physiologische Sensitivität, Entwicklungsgeschwindigkeit, Wanderfähigkeit sowie Wahrscheinlichkeit einer Exposition. Der Indikatorwert SPEARpesticides an einer Probestelle berechnet sich wie folgt:
{\displaystyle SPEAR_{\text{pesticides}}={\frac {\sum _{i=1}^{n}\log(4x_{i}+1)y}{\sum _{i=1}^{n}\log(4x_{i}+1)}}}
mit {\displaystyle n} = Anzahl Taxa; {\displaystyle x_{i}} = Abundanz von Taxon i; {\displaystyle y=1} wenn Taxon i als SPEAR-sensitiv klassifiziert ist; {\displaystyle y=0} wenn Taxon i als SPEAR-insensitiv klassifiziert ist.